# That Christmas
That Christmas è un film d'animazione del 2024 diretto da Simon Otto.

## Trama
Il film si concentra su tre storie diverse ambientate nello stesso paese, Wellington, che si sviluppano in parallelo fino ad arrivare alla Vigilia di Natale. 
Danny è un bambino solitario, trasferitosi da poco a Wellington a causa del divorzio dei genitori; nonostante il buon rapporto che ha con entrambi, la madre è spesso assente a causa del suo lavoro da infermiera, mentre il padre non viene quasi mai a trovarlo. Poco prima di Natale, Danny è l'unico studente che va a scuola in quanto non informato in tempo della chiusura dell'istituto a causa di una forte tempesta di neve in arrivo, ma stringe un inaspettato legame con la sua severa insegnante, che a sua volta conduce una vita isolata dalla morte del marito. A Natale, Danny scopre che il padre non potrà venire a trovarlo per il maltempo e che la madre dovrà lavorare, pertanto rimarrà solo. Trova conforto nella sua insegnante e, il giorno di Natale, fa trovare una sorpresa a sua madre per la fine della giornata, Danny invita la sua insegnante a passare il natale con loro ma ella rifiuta dignitosamente. Rientrata in casa prende un album di fotografie del natale 1981 dove appaiono le foto del marito partito per la guerra delle Falkland nell'aprile 1982. 
Sam e Charlie sono due gemelle di carattere diametralmente opposto: Sam è una bambina timida e ossessionata dall'ordine, mentre Charlie ha un carattere malizioso e si diverte a combinare scherzi e guai, preoccupando la sorella, che teme che, a causa di ciò, Babbo Natale non le porterà regali. La notte del 25 dicembre, Babbo Natale scopre che Charlie, per le sue malefatte, non dovrà ricevere regali, ma confonde le gemelle e lascia Sam senza doni. Quando Charlie si sveglia e lo scopre, decide di scambiare i suoi regali con la calza di vuota di Sam, riconoscendo che c'è stato un errore. Con sua grande sorpresa, la mattina di Natale Charlie scopre che la sua buona azione le ha fatto ricevere magicamente dei regali. Successivamente, Sam legge il diario di Charlie e realizza che gli scherzi della sorella avevano sempre lo scopo di renderla felice. 
Bernadette è una bambina delusa dalle usanze natalizie; il giorno prima della festività, i genitori e gli zii devono assentarsi per un matrimonio, ma non riescono a tornare per Natale a causa del maltempo, che li blocca con il veicolo lungo la strada. Bernadette deve occuparsi dei tre cugini e della sorella minore Eve, decidendo di organizzare il Natale a modo loro, ma trascurando il desiderio di Eve di seguire l'usanza natalizia di fare una passeggiata. I genitori e gli zii, una volta tratti in salvo, tornano a casa, ma scoprono che Eve è uscita di nascosto e che ora si è scatenata la tempesta di neve. 
La scomparsa di Eve porta tutti i cittadini a mettersi alla sua ricerca, inclusi i bambini. Sam difende Charlie dai rimproveri dei genitori, spiegando loro che è sempre mossa da buona volontà; le due gemelle si uniscono a Danny e Bernadette nella ricerca di Eve, trovandola sana e salva. Il giorno dopo, i cittadini festeggiano Santo Stefano con un bagno in mare. 
Un anno dopo, i bambini e le loro famiglie festeggiano il natale insieme, con una ritrovata armonia.

## Distribuzione
Il film è stato distribuito sulla piattaforma Netflix a partire dal 4 dicembre 2024.